# Xã Wapsinonoc, Quận Muscatine, Iowa
Xã Wapsinonoc (tiếng Anh: Wapsinonoc Township) là một xã thuộc quận Muscatine, tiểu bang Iowa, Hoa Kỳ. Năm 2010, dân số của xã này là 4.528 người.